# Euchromia gemmata
Euchromia gemmata là một loài bướm đêm thuộc phân họ Arctiinae, họ Erebidae.